# Festival Encontros de Curtas-Metragens

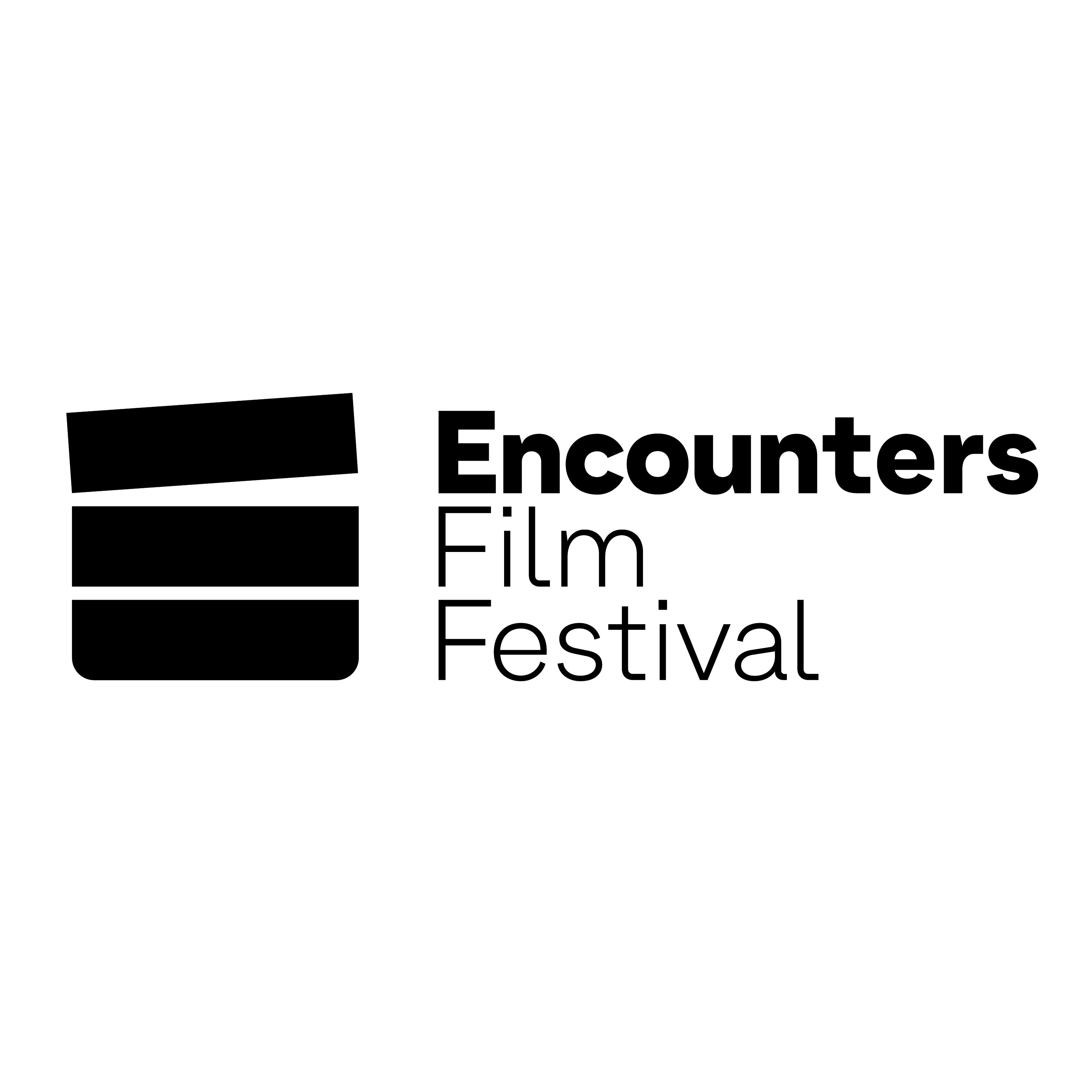
Logotipo do Encounters Film Festival

Festival Encontros de Curtas-Metragens (em inglês: Encounters Bristol International Film Festival) é um festival de cinema criado em 1995 e realizado em Bristol, Inglaterra, Reino Unido.